# 砥堀ランプ
砥堀ランプ（とほりランプ）は、姫路市にある播但連絡道路のランプである。
福崎IC、和田山IC方面の出入口が設置されているハーフICである。

## 歴史
- 1973年（昭和48年）11月1日：砥堀ランプ-福崎北ランプ間開通。
- 2000年（平成12年）5月26日：対距離料金制移行に伴い、砥堀料金所開設。
- 2006年（平成18年）6月1日：ETCレーンが開設され、ノンストップ化に対応。

## 接続する道路
- 国道312号

## 周辺
- 姫路城
- 姫路競馬場

## 隣
E95 播但連絡道路
(4) 豊富ランプ - (5) 砥堀ランプ - (6) 船津ランプ